# Carlos Spoerhase
Carlos Spoerhase (geb. 1974) ist ein deutscher Literaturtheoretiker und Professor für Neuere Deutsche Literaturwissenschaft an der Ludwig-Maximilians-Universität München.

## Leben
Spoerhase studierte Deutsche Literatur, Philosophie sowie Politische Theorie und Ideengeschichte und wurde 2006 an der Humboldt-Universität zu Berlin promoviert. Er habilitierte sich 2016 an der Humboldt-Universität zu Berlin und folgte im gleichen Jahr einem Ruf auf eine Professur an der Johannes Gutenberg-Universität Mainz. Von 2017 bis 2022 lehrte Spoerhase auf einer Professur an der Universität Bielefeld.
Im Jahr 2022 folgte Spoerhase dem Ruf auf einen Lehrstuhl am Institut für Deutsche Philologie der Universität München. Im Rahmen von Gastaufenthalten hat Spoerhase an der Johns Hopkins University, am King’s College London, an der University of Pennsylvania, an der Princeton University und an der École des hautes études en sciences sociales gearbeitet. Er war 2023/2024 Fellow am Wissenschaftskolleg zu Berlin und wurde 2024 zum Mitglied der Academia Europaea gewählt.
Spoerhase schreibt regelmäßig über Gegenwartsliteratur und Geisteswissenschaften für die Frankfurter Allgemeine Zeitung, die Süddeutsche Zeitung und den Merkur. Er ist Mitglied der Redaktion der Zeitschrift für Ideengeschichte und Mitherausgeber der Deutschen Vierteljahrsschrift für Literaturwissenschaft und Geistesgeschichte.

## Schriften
- Kurzfassungen. Über das Komprimieren von Literatur. Wallstein, Göttingen 2024, 2. Auflage 2024, ISBN 978-3-8353-5525-5.
- mit Steffen Martus: Geistesarbeit. Eine Praxeologie der Geisteswissenschaften. Suhrkamp, Berlin 2022, 2. Auflage 2023, ISBN 978-3-518-29979-1.[1]
- Das Format der Literatur. Praktiken materieller Textualität zwischen 1740 und 1830. Wallstein, Göttingen 2018, ISBN 978-3-8353-3103-7.
- Linie, Fläche, Raum. Die drei Dimensionen des Buches in der Diskussion der Gegenwart und der Moderne. Wallstein, Göttingen 2016, ISBN 978-3-8353-1825-0.
- Heinrich von Kleist: Robert Guiskard, Herzog der Normänner. Studienausgabe, Reclam, Stuttgart 2011, ISBN 978-3-15-018833-0.
- Autorschaft und Interpretation. Methodische Grundlagen einer philologischen Hermeneutik. De Gruyter, Berlin und New York 2007 (Reprint 2012), ISBN 978-3-1101-9272-8.